# کلیسای جامع نیداروس
کلیسای جامع نیداروس (نروژی: Nidarosdomen / Nidaros Domkirke) یک کلیسای جامع در تروندهایم، نروژ است.
این کلیسا که در سال ۱۰۷۰ میلادی تأسیس شده براساس معماری رمانسک و معماری گوتیک ساخته شده است.

## نگارخانه

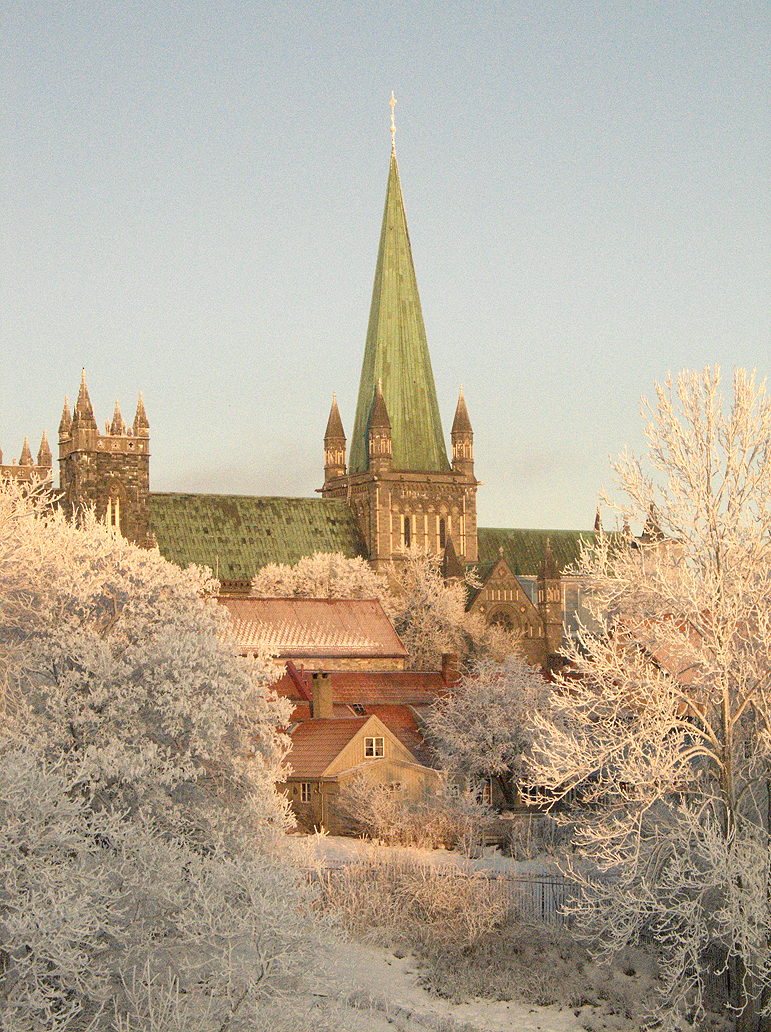
نمای کلیسای نیدوراس از روی پل
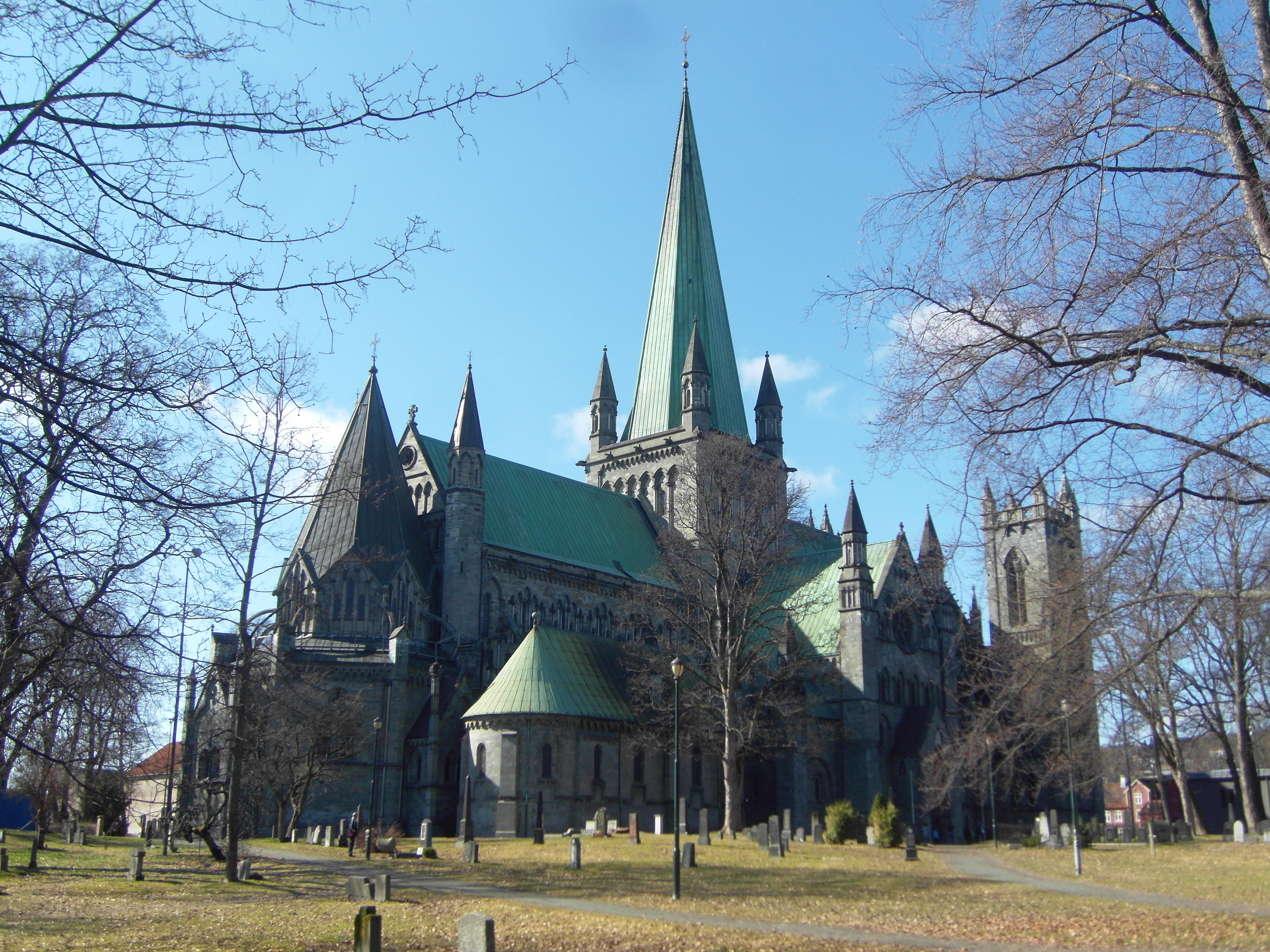
کلیسای جامع نیداروس در سال ۲۰۱۱
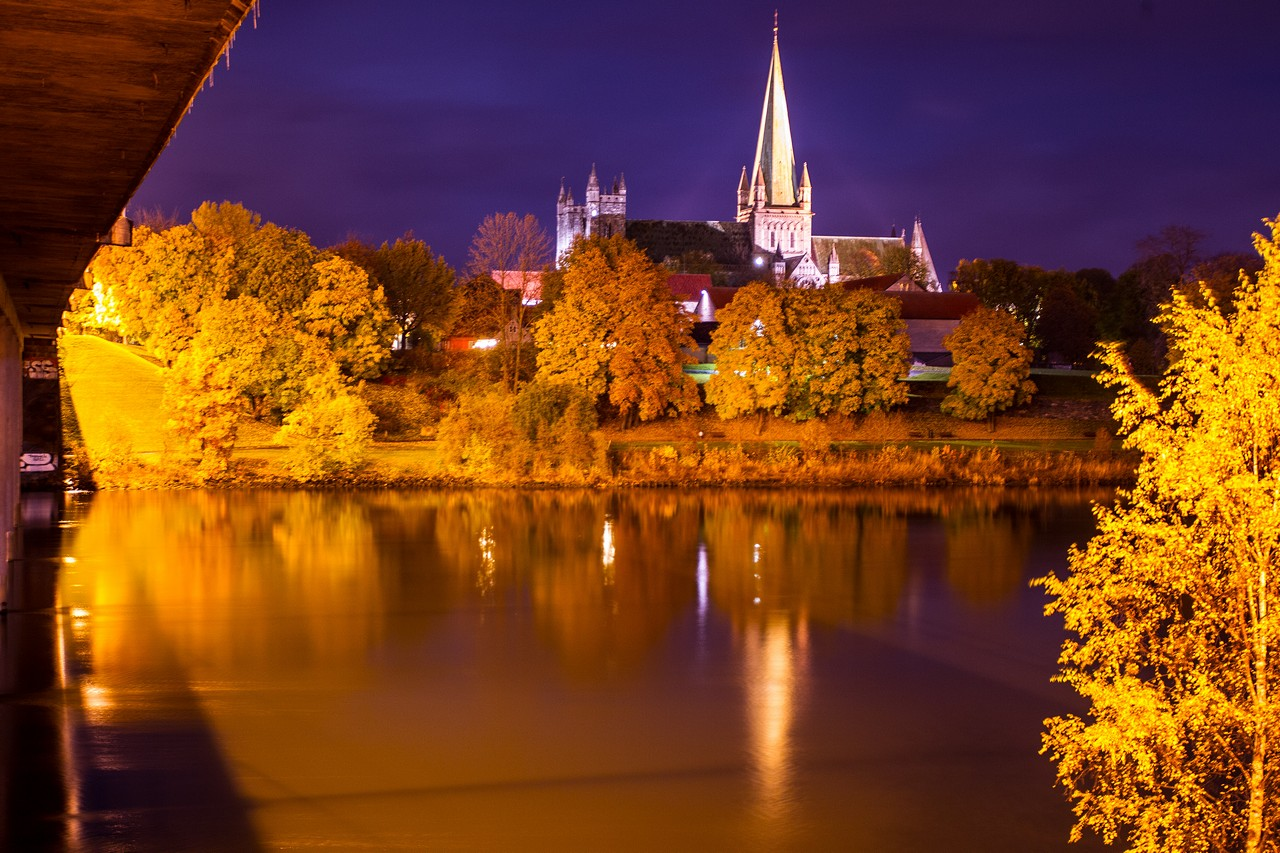
نداروسدومن
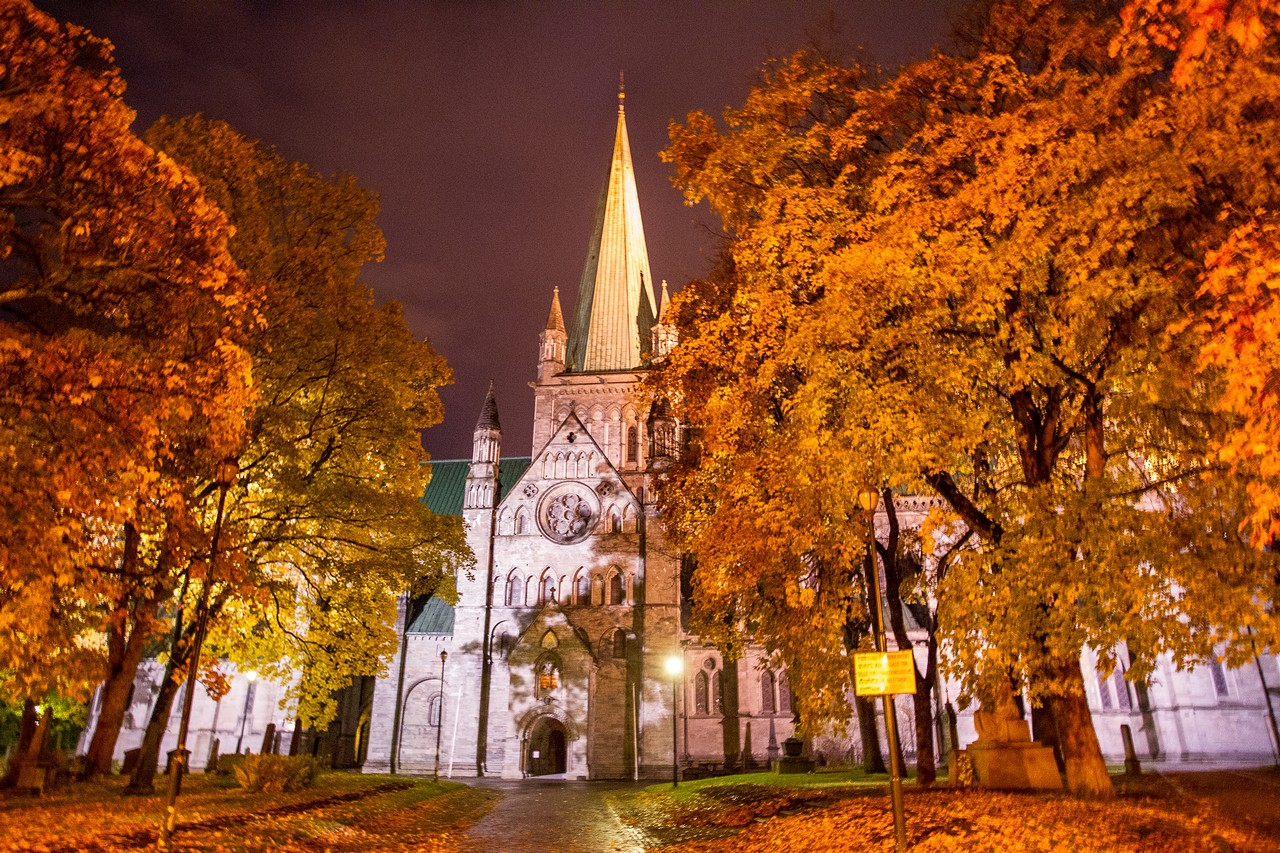
نیداروس دومکرکه
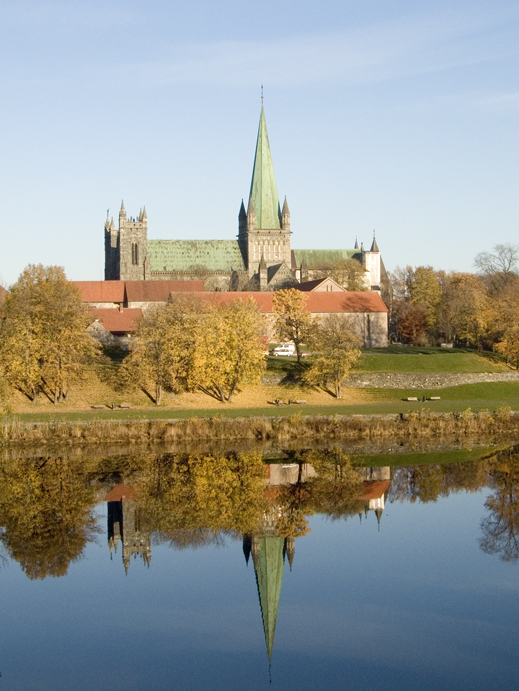
نیدوراسمن در تروندهایم
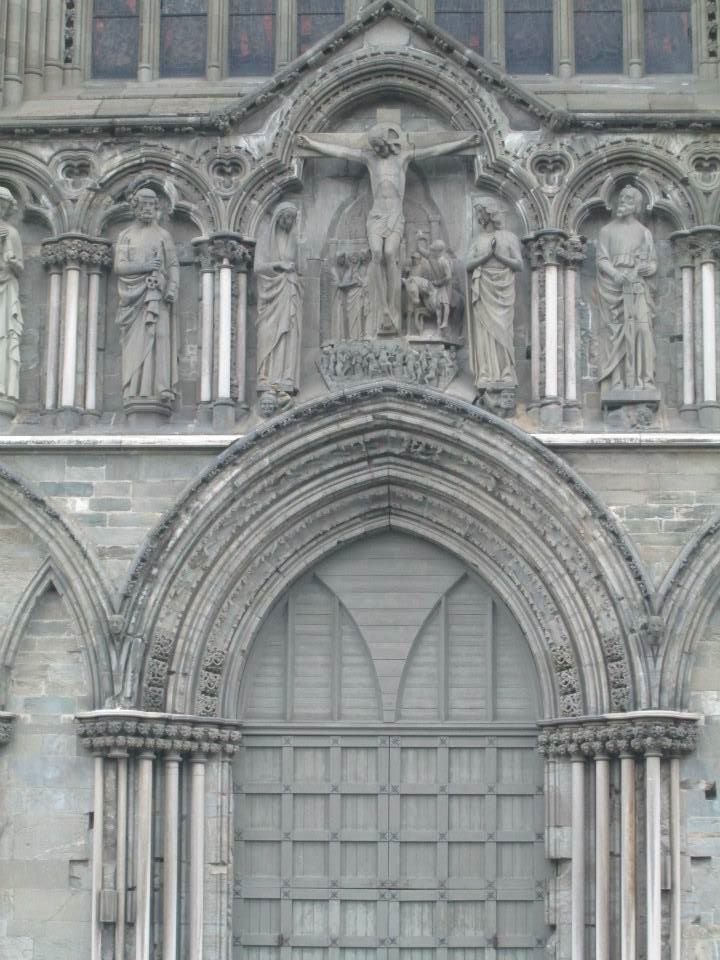
جزئیات نیداروس
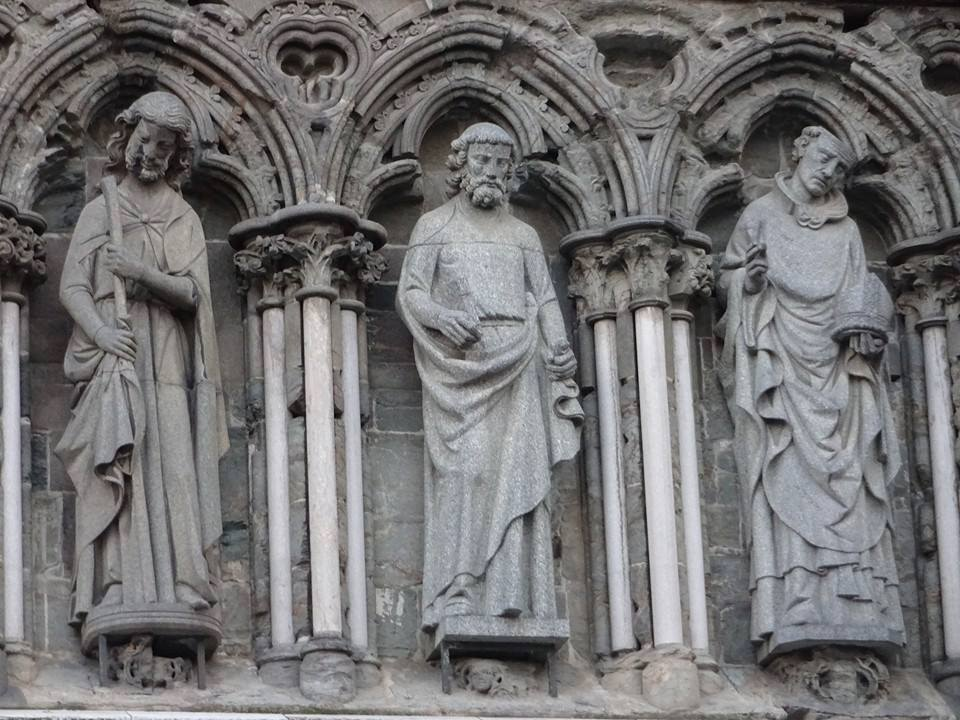
جزئیات بیشتر کلیسای جامع نیداروس
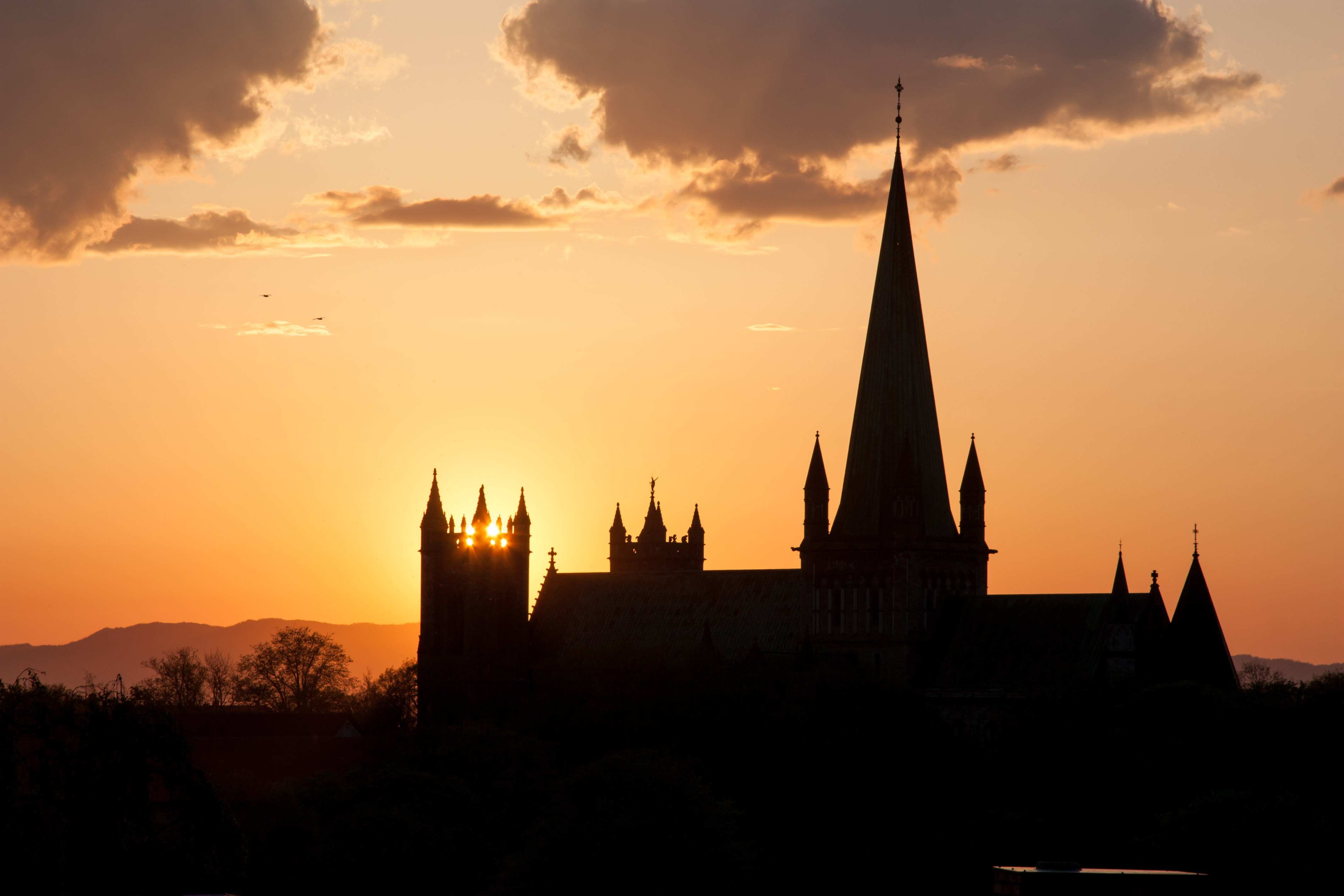
کلیسای جامع نیداروس در غروب آفتاب